# SARAL
SARAL (Satellite with ARgos and ALtiKa) ist ein Erdbeobachtungssatellit der indischen ISRO und der französischen Weltraumagentur CNES.
Er wurde am 25. Februar 2013 um 12:31 UTC mit einer PSLV-Trägerrakete zusammen mit den kanadischen NEOSSat und Sapphire, den österreichischen TUGSat 1 und UniBRITE, dem britischen STRaND 1 sowie dem dänischen AAUSAT gestartet von der Startrampe Nr. 1 des indischen Satish Dhawan Space Centre auf der Insel Sriharikota in eine sonnensynchrone Erdumlaufbahn gebracht.

## Aufbau und Mission
Der dreiachsenstabilisierte Satellit ist mit einem im Ka-Band (35,75 GHz) arbeitenden Radiohöhenmesser (Altika), einem System zur exakten Bahnbestimmung (DORIS), einem Laserreflektorarray (LRA) sowie einem Transpondersystem (Argos-3) ausgerüstet. Altika soll exakte Daten zur Topographie der Oberfläche der Weltmeere liefern und damit die vom Radiohöhenmesser RA-2 an Bord von Envisat durchgeführten Messungen fortzusetzen. Die gewonnenen Daten sollen vom französischen Bodensegment SALP (Système d'Altimétrie et de Localisation Précise) verarbeitet werden, das bereits für die Auswertung der Daten der Höhenmesser der Satelliten Envisat, GFO, Jason 1 und 2 sowie TOPEX/Poseidon eingesetzt wurde. Argos-3 kann ebenfalls zur Beobachtung der Ozeane dienen, indem der Transponder die Daten von Bojen auf der Meeresoberfläche wie Windgeschwindigkeit und Wellenhöhe weiterleitet. Die Beobachtungsnutzlast wurde von der CNES mit Unterstützung von Thales Alenia Space entwickelt und traf am 11. Juli 2012 im indischen Bangalore im Satellitenzentrum ISAC der ISRO ein. Der entsprechende Vertrag zum Bau des Satelliten wurde im Februar 2007 geschlossen. Die Energieversorgung übernehmen zwei jeweils 1,4 m lange und 1,2 m breite Solarzellenausleger die 570 W liefern, wobei für den Satellitenbus etwa 204 W und für die Beobachtungsnutzlast etwa 195 W benötigt werden. Die Energiespeicherung übernimmt ein Lithium-Ionen-Akkumulatorensatz mit einer Kapazität von 21 Ah. Für die Telemetrie steht ein S-Band-Koomunikationssystem zur Verfügung. SARAL wurde auf Basis des IMS-2-Satellitenbus der ISRO gebaut und besitzt eine geplante Lebensdauer von 5 Jahren, wobei Altika nur für eine Lebensdauer von drei Jahren ausgelegt ist.

## Weitere Satelliten
Der 82 kg schwere NEOSSat (Near Earth Object Space Surveillance Satellite) ist mit dem ersten von der kanadischen Raumfahrtagentur (CSA, Canadian Space Agency) entworfenen Weltraumteleskop ausgerüstet und soll der Beobachtung erdnaher Objekte und Weltraummüll dienen. Der etwa 148 kg schwere, von MacDonald, Dettwiler and Associates (MDA) gebaute Sapphire dient dem gleichen Einsatzzweck und überwacht Objekte in Höhen zwischen 6.000 und 40.000 Kilometern mittels eines optischen Sensorsystems. Die jeweils 14 kg schweren TUGSat 1 (Technische Universität Graz) und UniBRITE (Universität Wien), sollen im Rahmen des internationalen Projekts BRITE (BRIght Target Explorer) unter Beteiligung von Instituten in Österreich, Kanada und Polen Helligkeitsschwankungen und Temperaturen von Sternen bis zu einer Magnitude von 4 erfassen. Der Technologieerprobungssatellit STRaND 1 ist mit Smartphone-Technik und einem Plasmatriebwerk ausgerüstet. Der 3 kg schwere AAUSAT des Ålborg Universitetscenters wiederum soll im Rahmen des Automatic Identification System (AIS) den internationalen Schiffsverkehr überwachen.